# Amphisbaena talisiae
Amphisbaena talisiae, conhecida popularmente como cobra-de-duas-cabeças, é uma espécie de réptil pertencente ao gênero Amphisbaena. É endêmica ao Brasil, ocorrendo nos estados de Mato Grosso, Goiás, Minas Gerais e no Distrito Federal.
Distinguindo-se por características morfológicas específicas, como cabeça redonda, corpo uniformemente marrom-amarelado, cauda curta e a presença de três escamas supralabiais e infralabiais. Mede, em média, 150 mm de comprimento rostro-cloacal e possui 205–234 anéis corporais e 17–29 anéis caudais. É uma espécie diurna, com alimentação baseada em artrópodes, especialmente formigas e larvas de insetos, e apresenta comportamento ovíparo e autotomia caudal.